# 예지 파브워프스키 (펜싱 선수)
예지 브와디스와프 파브워프스키(폴란드어: Jerzy Władysław Pawłowski, 폴란드어 발음: [ˈjɛʐɨ vwaˈdɘ.swaf pavˈwɔfskʲi], 1932년 10월 25일~2005년 1월 11일)는 폴란드의 전직 펜싱 선수, 지도자로 주 종목은 사브르이다. 폴란드 국가대표 선수로서 올림픽에 4회 참가하여 금메달 1개, 은메달 3개, 동메달 1개를 획득했으며 세계 선수권 대회에서 금메달 7개, 은메달 6개, 동메달 5개를 획득했다.